# Улица Айзвару
Улица А́йзвару (латыш. Aizvaru iela) — улица в Латгальском предместье города Риги, в историческом районе Дарзциемс. Начинается от улицы Лапсу, проходит в восточном направлении (параллельно ул. Августа Деглава); в конце разветвляется на два проезда, один из которых выходит к улице Августа Деглава, а второй — к улице Стопиню. С другими улицами не пересекается.
Общая длина улицы Айзвару составляет 509 метров. Покрытие гравийное. Разрешено движение в обоих направлениях. Общественный транспорт по улице не курсирует.
Застроена малоэтажными индивидуальными домами.

## История
Улица Айзвару проложена в конце 1940-х годов; название присвоено 24 февраля 1955 года. Переименований улицы не было.
Решением Рижского горисполкома от 5 сентября 1973 года было разрешено в начале улицы Айзвару построить корпус Рижского опытного завода средств механизации; при этом исторический начальный участок улицы и её соединение с улицей Лапсу ликвидировалось, а сама улица Айзвару теперь начиналась от улицы Августа Деглава у дома № 70. К настоящему моменту соединение улиц Айзвару и Лапсу восстановлено, кадастровая карта вновь относит ранее упразднённый участок к улице Айзвару, однако ряд источников, включая официальные, по-прежнему указывают, что улица Айзвару берёт начало от ул. Августа Деглава.